# یوزف آفریچ
یوزف آفریچ (انگلیسی: Josef Afritsch؛ ۱۳ مارس ۱۹۰۱ – ۲۵ اوت ۱۹۶۴) یک سیاست‌مدار اهل اتریش و از ۱۶ ژوئیه ۱۹۵۹ تا ۲۰ نوامبر ۱۹۶۲ وزیر کشور اتریش بود.